# Jaime Herrera Beutler
Jaime Lynn Herrera Beutler, née le 3 novembre 1978 à Glendale (Californie), est une femme politique américaine, représentante républicaine du 3e district de Washington à la Chambre des représentants des États-Unis de 2011 à 2023.
Elle fait partie des dix républicains qui votent, en janvier 2021, la mise en accusation de Donald Trump pour incitation à l'insurrection après l'assaut du Capitole.

## Biographie

### Jeunesse et débuts en politique
Originaires de Pasadena en Californie, les parents de Jaime Herrera — Armando et Candice — déménagent à Ridgefield, dans l'État de Washington, où elle grandit. Elle étudie à l'université de Washington dont elle sort diplômée en 2004.
De 2005 à 2007, elle fait partie de l'équipe de la représentante républicaine Cathy McMorris Rodgers. En 2007, elle est élue à la Chambre des représentants de l'État de Washington dans le 18e district.

### Représentante des États-Unis
Lors des élections de 2010, elle se présente à la Chambre des représentants des États-Unis après l'annonce du retrait du représentant démocrate Brian Baird (en). Elle est candidate dans le 3e district de l'État de Washington, dans le sud-ouest de l'État, où se trouve notamment la banlieue nord de Portland. Elle arrive en deuxième position de la primaire avec 27 % des voix, derrière le démocrate Denny Heck (32 %). L'ensemble des candidats républicains totalise cependant 53 % du vote. Les premiers sondages donnent Herrera Beutler largement en tête, mais l'écart se resserre à l'approche de l'élection. Elle est élue avec 53 % des voix face à Heck.
Le district est redécoupé en faveur des républicains en 2011. Elle est facilement réélue en 2012 et 2014 avec respectivement 60,4 % et 61,5 % des suffrages. Lors de la primaire de 2016, elle rassemble plus de 55 % des voix devant le représentant d'État démocrate Jim Moeller, arrivé deuxième avec 24 % des suffrages,. En novembre, elle est réélue avec 59 % des suffrages. Lors des élections de 2018, elle se retrouve dans une campagne plus serrée que d'accoutumée face à la professeure à l'université d'État de Washington Carolyn Long. Elle n'est réélue qu'avec 53 % des voix, son plus faible score depuis des années. En 2020, elle est réélue avec 56,5 % des suffrages, à nouveau face à Carolyn Long.

### Mise en accusation de Donald Trump
Le 13 janvier 2021, après l'assaut du Capitole des États-Unis par des partisans de Donald Trump le 6 janvier, qui fait cinq morts et des dizaines de blessés, la Chambre des représentants approuve la mise en accusation de Donald Trump pour « incitation à l'insurrection » par 232 voix (dont 10 républicains) contre 197,,. Jaime Herrera Beutler fait alors partie, aux côtés de Liz Cheney, des 10 républicains qui se joignent aux démocrates pour voter la mise en accusation de Donald Trump et déclare que Trump a incité l'émeute et a ensuite passé des heures sans prendre de mesures significatives pour l'arrêter. Elle déclare au Congrès qu'elle n'a pas peur de perdre son emploi, mais qu'elle craint que son pays ne connaisse l'échec : « Mon vote pour destituer notre président en exercice n'est pas une décision fondée sur la peur. Je ne choisis pas un camp. Je choisis la vérité. C'est la seule façon de vaincre la peur ».
Le 12 février 2021, à la veille du verdict du procès en destitution de Donald Trump devant le Sénat, Jaime Herrera Beutler confirme que le chef des représentants républicains à la Chambre, Kevin McCarthy, lui avait dit que l'ancien président s'était rangé du côté des émeutiers lors d'un appel téléphonique au moment de l'attaque du Capitole le 6 janvier. Selon le récit de Herrera Beutler, Kevin McCarthy a appelé Donald Trump frénétiquement le 6 janvier alors que le Capitole était assiégé par des milliers de partisans pro-Trump qui essayaient d'empêcher le Congrès de compter les votes du Collège électoral qui confirmeraient sa défaite. Dans cet appel téléphonique, McCarthy a demandé à Trump « d'annuler publiquement et avec force l'émeute »,. Trump a répondu en disant que c'était Antifa, et non ses partisans, qui était responsable. Quand McCarthy a dit que ce n'était pas vrai, Trump a été cassant : « Eh bien, Kevin, je suppose que ces gens sont plus contrariés par l'élection que toi »,.
Jaime Herrera Beutler a demandé aux témoins de s'avancer et de partager ce qu'ils savaient des actions et des déclarations de Donald Trump alors que l'attaque était en cours : « Aux patriotes qui se tenaient à côté de l'ancien président pendant que ces conversations avaient lieu, ou même à l'ancien vice-président : si vous avez quelque chose à ajouter ici, c'est le moment »,.
Le 13 février, la déclaration de Herrera Beutler bouleverse le cours du procès en destitution de Donald Trump devant le Sénat, « transformant ce qui semblait être un fait accompli en un défilé de témoins qui pourrait durer des semaines et aboutir à la première condamnation d'un président américain ». « Il va sans dire qu'il s'agit là d'une preuve supplémentaire essentielle confirmant les accusations et le manquement délibéré du président à son devoir », déclare Jamie Raskin, « lead house impeachment manager » (« procureur général »), lors de la présentation de la motion visant à appeler Herrera Beutler comme témoin,. Le samedi matin, le Sénat vote par 55 voix contre 45 pour procéder à l'audition de témoins, prolongeant ainsi un procès qui semblait devoir se terminer rapidement par l'acquittement de Trump. 
Le samedi après-midi, dans un nouveau coup de théâtre, Jamie Raskin et les responsables de la mise en accusation renoncent à leur demande d'entendre le témoignage de la députée et acceptent de lire sa déclaration au procès-verbal, permettant ainsi aux procédures de se poursuivre comme prévu,, probablement pour répondre au souhait du président Joe Biden de voir le procès se conclure rapidement afin que « l'attention du pays (et du Congrès) puisse se porter à nouveau sur les efforts du président dans la lutte contre la pandémie de Covid-19 et que le Sénat puisse se concentrer sur la confirmation des membres de son cabinet ».
Mais ces éléments de dernière minute n'empêchent pas l'acquittement de Donald Trump, prononcé le 13 février par le Sénat à 57 voix contre 43. Sept sénateurs républicains votent pour la condamnation : Susan Collins (Maine), Lisa Murkowski (Alaska), Mitt Romney (Utah), Ben Sasse (Nebraska), Pat Toomey (Pennsylvanie), Richard Burr (Caroline du Nord) et Bill Cassidy (Louisiane).

### Vie privée
Elle est mariée avec Daniel Beutler. Ils ont ensemble une fille, Abigail, née en 2013 prématurée et sans rein, et un garçon, Ethan, né en 2016.

## Positions politiques
Jaime Herrera Beutler se définit comme une républicaine de centre droit. Elle est cependant décrite comme ultraconservatrice par le site indépendant Ontheissues.org.